# Зюсс, Вильгельм
Вильгельм Зюсс (7 марта 1895 — 21 мая 1958 года) — немецкий математик.
Наиболее известен как основатель и первый директор Математического института Обервольфаха.

## Биография
Он родился во Франкфурте, в Германии и умер во Фрайбурге, Германия.
С 1934 профессор Фрайбургского университета. В 1936—1940 годах он был одним из редакторов журнала Deutsche Mathematik. Был членом штурмовых отрядов и нацистской партии. При этом осенью 1944 года его и Вальтера Герлаха заступничество предотвратило опасность для Эриха Камке оказаться в концлагере.